# Musica degenerata

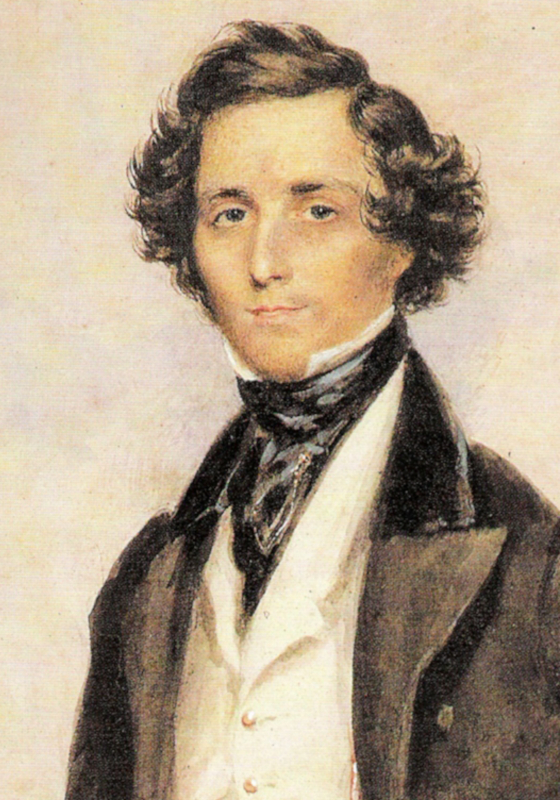
Ritratto di Felix Mendelssohn del miniaturista inglese James Warren Childe (1778–1862), 1829

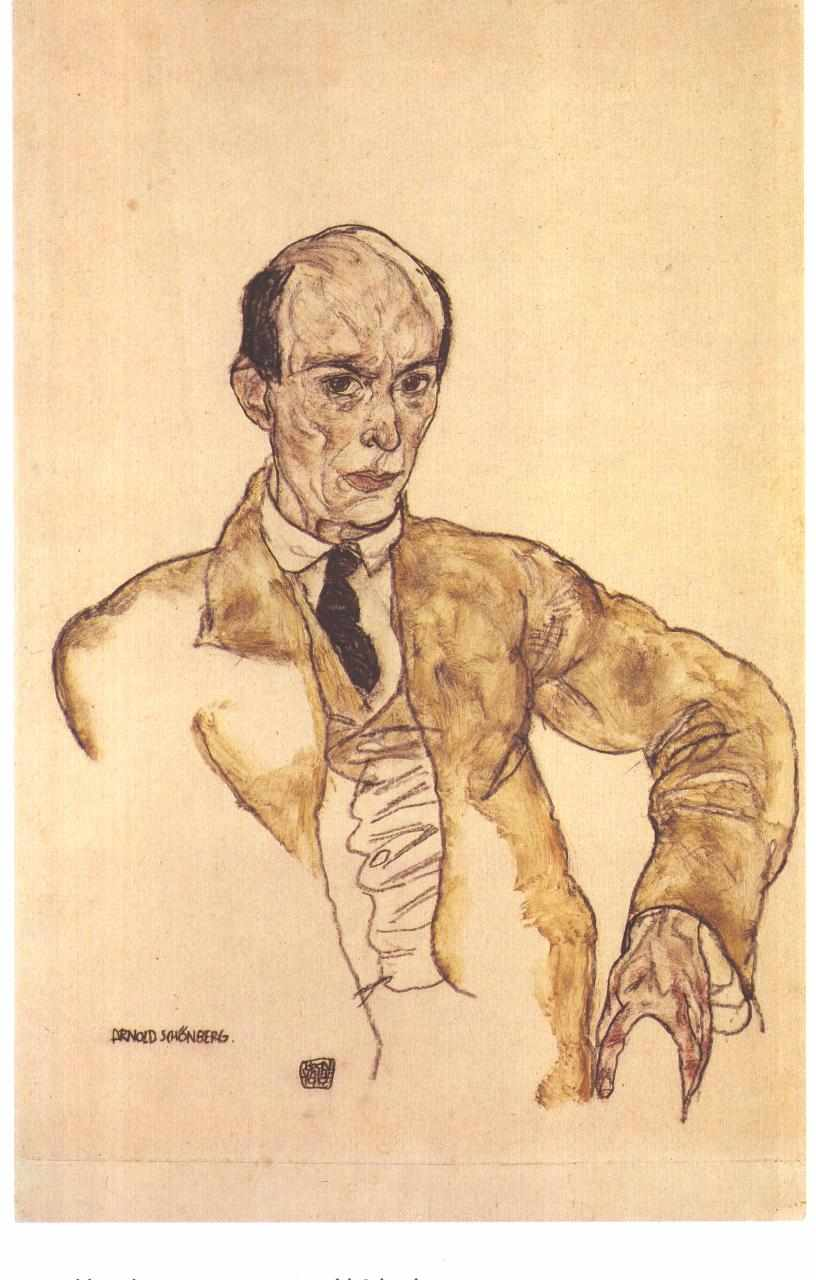
Arnold Schoenberg, di Egon Schiele 1917

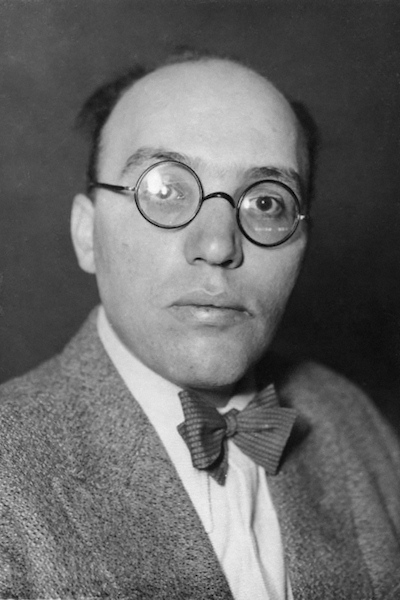
Kurt Weill

Musica degenerata (in lingua tedesca Entartete Musik), fu un'etichetta applicata, negli anni 1930, dal governo nazista in Germania, per indicare alcune forme musicali considerate decadenti. La preoccupazione del governo nazista per la musica degenerata era una parte della sua campagna più ampia e più nota contro l'arte degenerata (Entartete Kunst). In entrambi i casi, il governo cercò di isolare, screditare, scoraggiare o vietare le opere che seguivano queste correnti. Queste idee avviarono decenni di scrittura antisemita sulla musica e un dibattito sul rapporto tra musica e malattie mentali. 

## Enfasi razzista
Compositori ebrei come Felix Mendelssohn e Gustav Mahler vennero denigrati e condannati dai nazisti. A Lipsia, una statua in bronzo di Mendelssohn venne rimossa. Il regime commissionò musica per sostituire le sue musiche di scena per  Sogno di una notte di mezza estate.

## Discriminazione
Dalla presa nazista del potere in poi, questi compositori trovarono sempre più difficile, e spesso impossibile, ottenere lavoro o vedere la loro musica eseguita. Molti andarono in esilio (ad esempio, Arnold Schönberg, Kurt Weill, Paul Hindemith, Berthold Goldschmidt) o si ritirarono in 'confino' (ad esempio, Karl Amadeus Hartmann, Boris Blacher), o finirono nei campi di concentramento (ad esempio, Viktor Ullmann o Erwin Schulhoff).
Come per l'arte degenerata, ci fu una sola grande mostra sull'entartete musik organizzata a Düsseldorf da Hans Severus Ziegler, il sovrintendente dell'epoca del Teatro Nazionale di Weimar, che spiegò, in un discorso di apertura, come la decadenza della musica era originata "dall'influenza del giudaismo e del capitalismo". La mostra di Ziegler era organizzata in sette sezioni, dedicate a: 
1. Influenza del giudaismo
2. Schoenberg
3. Kurt Weill e Ernst Křenek
4. Autori "minori bolscevichi" (Schreker, Alban Berg, Ernst Toch, ecc)
5. Leo Kestenberg, direttore dell'educazione musicale prima del 1933
6. Opere e oratori di Hindemith
7. Igor Stravinsky[2].

Dalla metà degli anni 1990, la Decca Record Company pubblicò una serie di registrazioni sotto il titolo di 'Entartete Musik: Music Suppressed by the Third Reich', con le opere meno note di alcuni dei compositori sopra nominati.